# Mäkinenita
La mäkinenita és un mineral de la classe dels sulfurs. Rep el nom en honor d'Eero Mäkinen (Sortavala, Finlàndia, 27 d'abril de 1886 - Hèlsinki, Finlàndia, 27 d'octubre de 1953), geòleg i polític.

## Característiques
La mäkinenita és un selenur de fórmula química γ-NiSe. Cristal·litza en el sistema trigonal. És una espècie dimorfa de la sederholmita.
Segons la classificació de Nickel-Strunz, la mäkinenita pertany a «02.C - Sulfurs metàl·lics, M:S = 1:1 (i similars), amb Ni, Fe, Co, PGE, etc.» juntament amb els següents minerals: achavalita, breithauptita, freboldita, kotulskita, langisita, niquelina, sederholmita, sobolevskita, stumpflita, sudburyita, jaipurita, zlatogorita, pirrotina, smythita, troilita, cherepanovita, modderita, rutenarsenita, westerveldita, mil·lerita, mackinawita, hexatestibiopanickelita, vavřínita, braggita, cooperita i vysotskita.

## Formació i jaciments
Va ser descoberta a la vall del riu Kitka, a prop de la localitat de Kuusamo (Ostrobòtnia del Nord, Finlàndia). També ha estat descrita a la Governació d'Amman (Jordània) i a la mina Palhal (Aveiro, Portugal). Aquests tres indrets són els únics de tot el planeta on ha estat descrita aquesta espècie mineral.